# Grupo Elektra
De Grupo Elektra is een Mexicaanse financiële en detailhandelsonderneming, die is opgericht door Hugo Salinas Price. Het bedrijf is actief in Latijns-Amerika en is de grootste niet-bancaire aanbieder van consumentenkredieten in de Verenigde Staten. Het is genoteerd aan de Bolsa Mexicana de Valores (ELEKTRA*) en aan de Spaanse aandelenmarkt Latibex (XEKT). Het bedrijf heeft een divisie met financiële diensten en een divisie met de detailhandelsactiviteiten.

## Detailhandelsdivisie

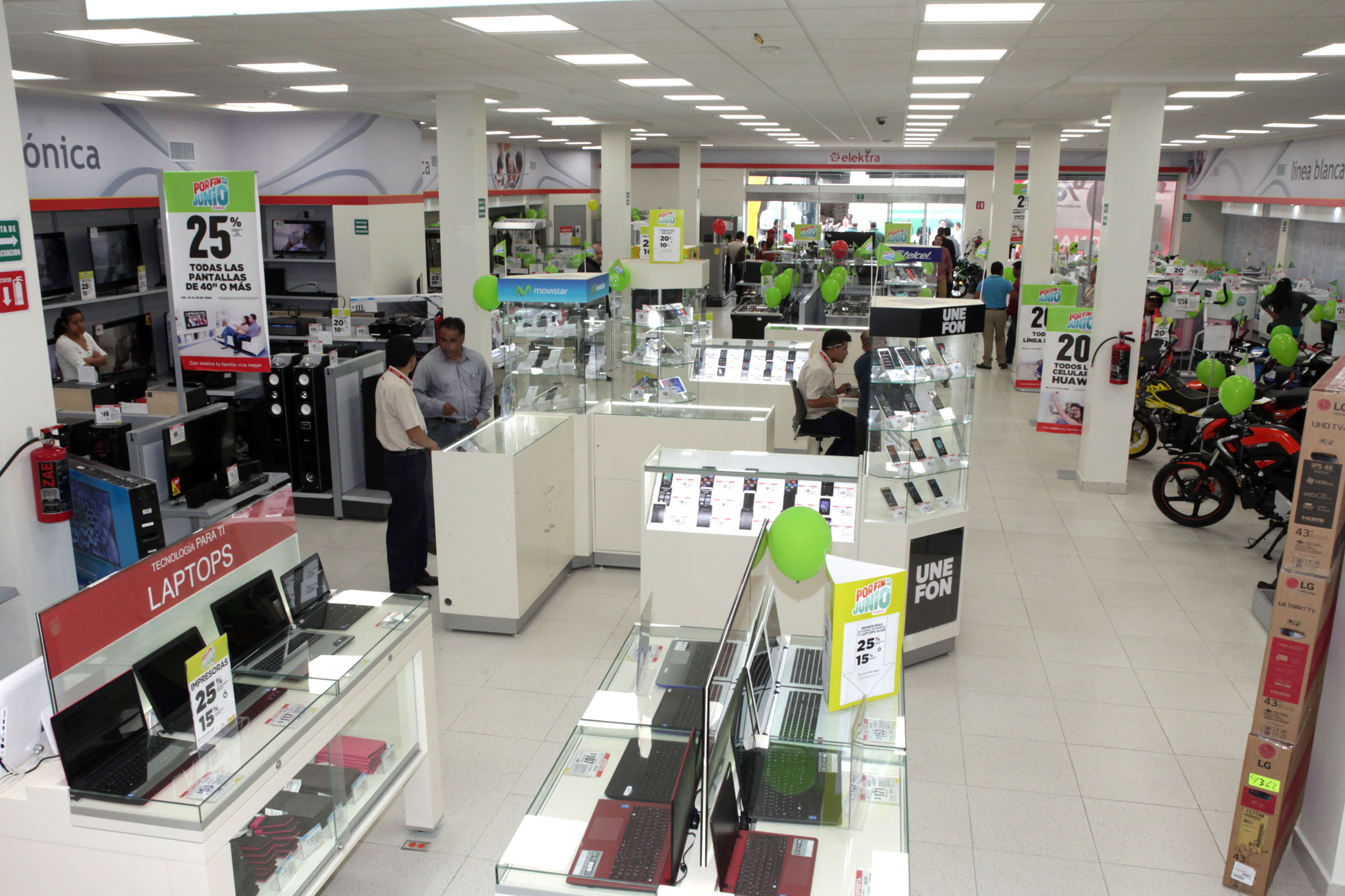
Elektra-winkel in Villa Victoria, Edo Mex.

Via de Grupo Elektra wordt een assortiment van onder meer huishoudelijke apparaten, consumentenelektronica, meubels en motorfietsen aangeboden. Daarnaast worden elektronische geldoverboekingen en verlengde garanties aangeboden. Elektra is de belangrijkste winkelformule van het bedrijf. Het heeft 1.143 verkooppunten in heel Mexico en Midden- en Zuid-Amerika en richt zich met name op achtergestelde sociale klassen. De oudere winkelformule Salinas y Rocha heeft 51 winkels en richt zich op de middenklasse. 
Grupo Elektra verkoopt bijna 1 op de 4 televisies die in Mexico op de markt worden gebracht, 1 op de 5 koelkasten, 7 op de 10 motorfietsen, en is voor een aanzienlijk deel van de elektronische geldoverboekingen van de Verenigde Staten naar Mexico verantwoordelijk.

## Financiële diensten
Grupo Elektra biedt zijn diensten aan, aan sectoren die onvoldoende worden bediend door de traditionele financiële instellingen. De divisie bestaat uit de Banco Azteca, Seguros Azteca, Afore Azteca, Advance America en Punto Casa de Bolsa.

### Banco Azteca
De Banco Azteca is actief in Mexico, Guatemala, Honduras, El Salvador, Panama en Peru en is de grootste bank in Mexico qua geografische dekking met meer dan 3.500 contactpunten. Banco Azteca Mexico heeft meer dan 13 miljoen depositorekeningen en een soortgelijk aantal leningrekeningen. Banco Azteca biedt consumenten- en persoonlijke leningen , creditcards , pandleningen en groeps- en commerciële leningen. Wat de deposito's betreft, biedt de bank een verscheidenheid aan spaarproducten voor haar doelgroep , met rentegevende rekeningen die met één peso kunnen worden geopend en die geen commissie genereren . 

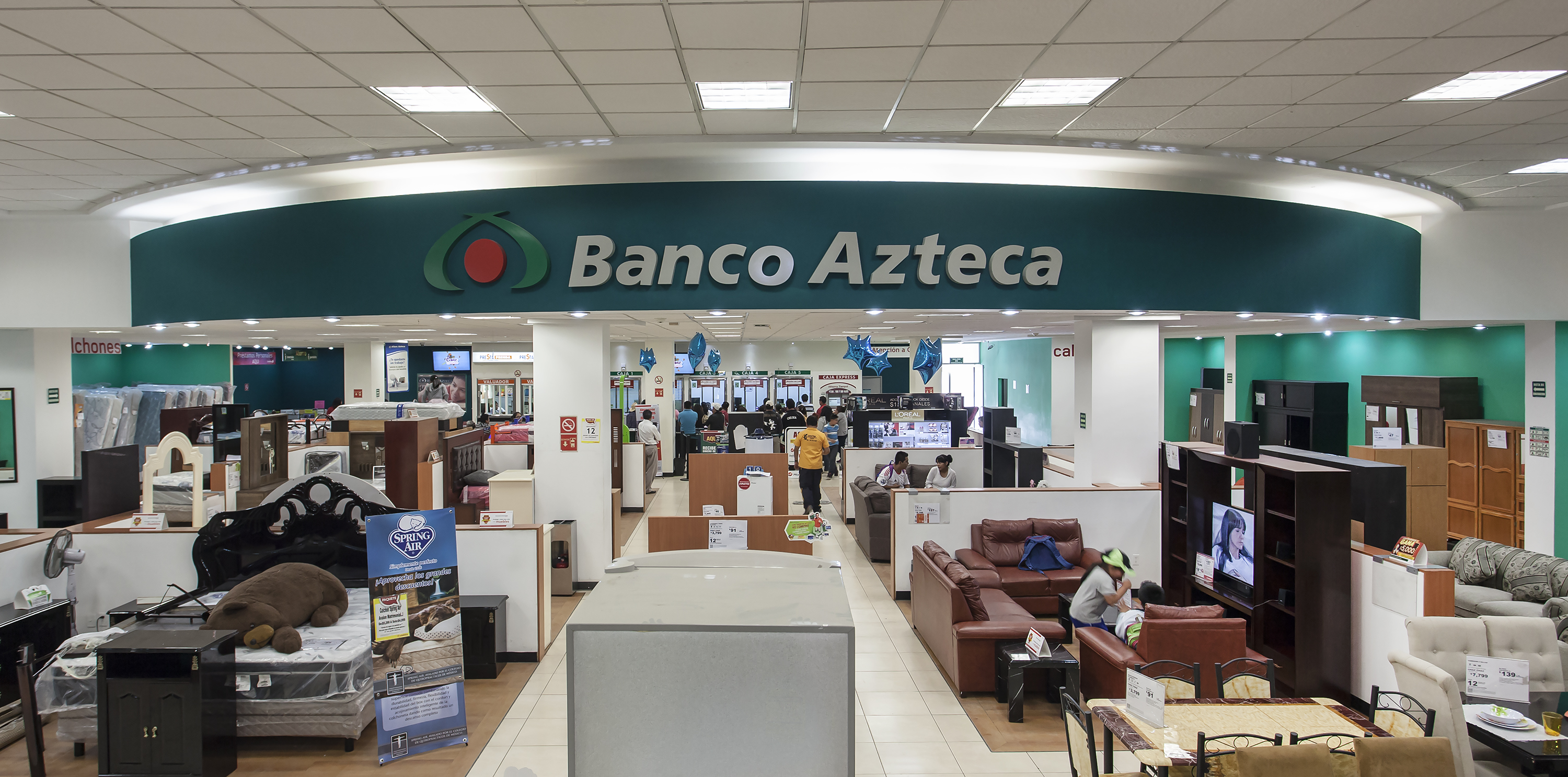
Ingang van een Banco Azteca

Volgens de Wereldbank heeft Banco Azteca door middel van microfinanciering een positieve impact op de ontwikkeling van talloze gemeenschappen. In het Global Financial Development Report over financiële inclusie uit 2014 gaf de Wereldbank aan dat twee jaar na de start van de activiteiten van Banco Azteca in 2002 het persoonlijk inkomen met 7% was gestegen in de gebieden waar filialen waren gevestigd, en dat de werkloosheid met 1,4% was gedaald. Dit als gevolg van de betere toegang tot krediet, met lagere rentetarieven, vergeleken met andere lokale kredietverstrekkers en aanbieders van microfinanciering.
De Wereldbank meldde ook dat de toename in inkomsten te danken was aan de versterking van kleine bedrijven als gevolg van een grotere toegang tot financiering, terwijl de groei van bedrijven banen creëerde. Deze werkgelegenheid kwam ten goede aan de bevolkingsgroepen met een laag inkomen, die de doelgroep van Banco Azteca vormen, wat de inkomensverdeling ten goede kwam.

### Advance America
Advance America is een aanbieder van flitskredieten in de Verenigde Staten, opgericht in 1997. Per 31 december 2013 exploiteerde Advance America ruim 2.500 kredietcentra in 29 staten en 18 centra in Canada. Advance America biedt haar voorschotten aan in kleine coupures en op korte termijn. De voorschotten dienen te worden betaald op de eerstvolgende betaaldag van de klant. Advance America heeft geen franchiseondernemers voor haar centra in de Verenigde Staten of Canada en biedt geen pandleningen aan. Het bedrijf is lid van de Community Financial Services Association of America.

### Overige activiteiten
Seguros Azteca biedt microverzekeringen voor levens- en aansprakelijkheidsverzekeringen die tegen betaalbare prijzen kunnen worden afgesloten in Mexico en Latijns-Amerika. Afore Azteca biedt pensioenfondsbeheer aan met de ondersteuning van de uitgebreide geografische dekking van Grupo Elektra. Punto Casa de Bolsa biedt financiële bemiddelingsdiensten aan de middenklasse van de bevolking.

## Geschiedenis
- 1906:

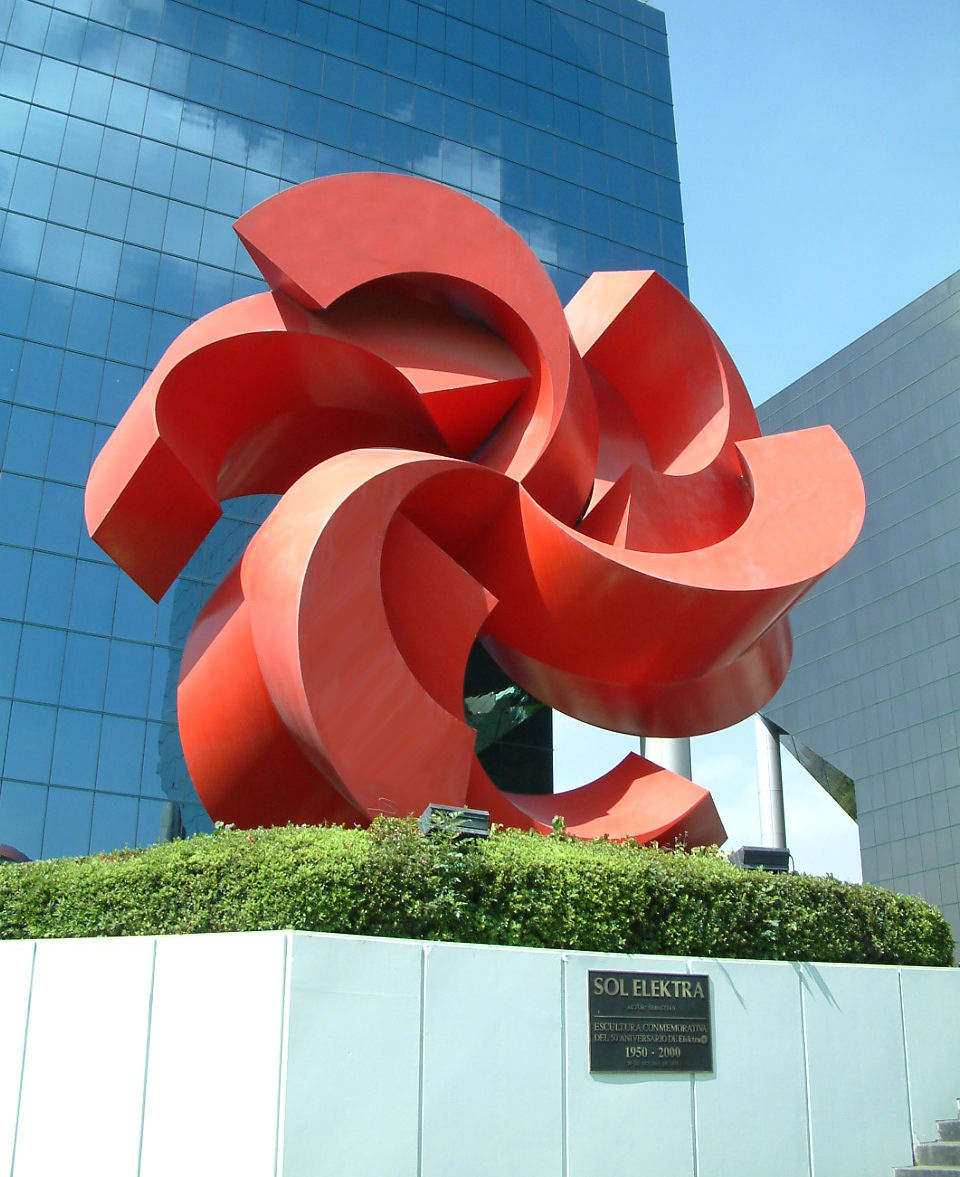
Sol Elektra van de beeldhouwer Sebastián

  - Salinas y Rocha werd opgericht als meubelwinkel.
- 1950:
  - Hugo Salinas Price creëert Elektra.
  - Eerste Mexicaanse bedrijf dat televisietoestellen vervaardigde.
- 1954: Begint met het verkopen van goederen op krediet.
- 1987: Ricardo B. Salinas wordt benoemd tot CEO.
- 1993: Begint met het aanbieden van elektronische geldoverboekingsdiensten.
- 1997: De uitbreiding naar Latijns-Amerika begint.
- 1999: Winkelketen Salinas y Rocha wordt overgenomen.
- 2002: Banco Azteca Mexico start haar activiteiten.
- 2003: Afore Azteca gaat van start.
- 2004: Seguros Azteca begint zijn diensten aan te bieden.
- 2005: Start van de assemblage en verkoop van motorfietsen van het merk Italika.
- 2008: In 2008 kocht het bedrijf 28% van de in moeilijkheden verkerende retailer Circuit City. Het bedrijf ging al snel failliet nadat het geen andere koper kon vinden.
- 2012:
  - Advance America wordt overgenomen.
  - Punto Casa de Bolsa gaat van start.